# Matt Helm (serie televisiva)
Matt Helm  è una serie televisiva statunitense in 14 episodi trasmessi per la prima volta nel corso di una sola stagione dal 1975 al 1976. È basata sul personaggio di Matt Helm, creato dallo scrittore Donald Hamilton.

## Trama
Matt Helm è una ex spia in pensione che ha aperto un'agenzia privata di investigazione e deve indagare sui vari casi che gli vengono proposti. Helm è attivo in particolare nel jet set di Los Angeles, tra uomini facoltosi e belle donne. Ad aiutarlo è la sua amica avvocatessa Claire Kronski.
La serie si diversifica sia dai romanzi, in cui Helm è un laconico assassino di un'agenzia governativa segreta, sia dai film, in cui Helm è un agente segreto donnaiolo.

## Personaggi
- Matt Helm (14 episodi, 1975-1976), interpretato da	Anthony Franciosa.
- Claire Kronski, interpretata da	Laraine Stephens.
- sergente Hanrahan, interpretato da	Gene Evans.
- Ethel, interpretato da	Jeff Donnell.

## Produzione
La serie fu prodotta da Columbia Pictures Television e Meadway Productions e girata negli studios della Columbia/Warner Bros. a Burbank in California.
Un film TV pilot andò in onda il 7 maggio 1975 e la serie debuttò il 20 settembre dello stesso anno. Diverse guest star apparvero nella serie durante il suo breve periodo di programmazione, tra cui Lynda Carter nel penultimo episodio, Panic, nei panni di una cantante.

### Registi
Tra i registi della serie sono accreditati:
- John Newland (2 episodi, 1975-1976)
- Earl Bellamy

## Distribuzione
La serie fu trasmessa negli Stati Uniti dal 1975 al 1976 sulla rete televisiva ABC. 
In Italia è stata trasmessa con il titolo Matt Helm  tra il 1977 e il 1978.
Alcune delle uscite internazionali sono state:
- negli Stati Uniti il 20 settembre 1975 (Matt Helm)
- in Francia il 21 agosto 1976 (Matt Helm)
- nel Regno Unito il 19 giugno 1980
- in Italia (Matt Helm)

## Episodi
| Stagione       | Episodi | Prima TV USA | Prima TV Italia |
| -------------- | ------- | ------------ | --------------- |
| Stagione unica | 14      | 1975-1976    | 1977-1978       |